# Осельки (селище при станції)
Осельки (рос. Осельки) — селище залізничної станції у Всеволожському районі Ленінградської області Російської Федерації.
Населення становить 254 особи. Належить до муніципального утворення Лесколовське сільське поселення.

## Історія
Від 1 серпня 1927 року належить до Ленінградської області.

## Населення
| 2007 | 2010 | 2013 | 2017 |
| ---- | ---- | ---- | ---- |
| 158  | ↗214 | ↗365 | ↘254 |